# Ryan Roth
Ryan Roth (Kitchener, Ontario, 10 de enero de 1983) es un ciclista canadiense.
Comenzó compitiendo en 1997 en ciclismo de montaña y luego ciclocrós para finalmente pasar al ciclismo en ruta donde ha ganado varias medallas del Campeonato Nacional de Canadá en las categorías sub-23
Debutó como profesional en 2002 en el equipo Sympatico-Jet Fuel Coffee donde estuvo 3 temporadas. En 2007 pasó al equipo Kelly Benefit Strategies-Medifast de Estados Unidos y al año siguiente volvió al competir por un equipo de su país, el Team R.A.C.E. Pro, que posteriormente pasó a llamarse SpiderTech powered by C10. El equipo desapareció a finales de 2012 y Roth fichó por el Champion System.

## Palmarés
2008
- 2.º en el Campeonato de Canadá Contrarreloj
- 1 etapa del Rochester Omnium

2010
- 1 etapa de la Vuelta a Cuba
- 3.º en el Campeonato de Canadá Contrarreloj

2011
- Univest Grand Prix

2012
- Tro Bro Leon
- Campeonato de Canadá en Ruta

2014
- 3.º en el Campeonato de Canadá Contrarreloj
- 2.º en el Campeonato de Canadá en Ruta

2015
- 2.º en el Campeonato de Canadá Contrarreloj
- 3.º en el Campeonato de Canadá en Ruta

2016
- Winston Salem Cycling Classic
- Grand Prix Cycliste de Saguenay
- Campeonato de Canadá Contrarreloj
- Delta Road Race

2019
- 1 etapa del Tour de Iskandar Johor

## Equipos
- Sympatico-Jet Fuel Coffee (2002-2004)
- Team SpiderTech (2008-2012)
  - Team R.A.C.E. Pro (2008)
  - Planet Energy (2009)
  - SpiderTech presented by Planet Energy (2010)
  - SpiderTech powered by C10 (2011-2012)
- Champion System (2013)
- Silber Pro Cycling (2014-2018)
- X-Speed United (2019)